# Pere I de Segòvia
Pere (fl. 589) va ser un religiós hispà, conegut per ser el segon bisbe de Segòvia documentat.
Només es coneix d'ell que va assistir al III Concili de Toledo (589), celebrat per Recared. Pel que fa al seu antecessor, el primer bisbe de Segòvia documentat, és un prelat de nom desconegut que va dependre de la diòcesi de Palència. Per tant, l'ascens de Pere significa una diòcesi totalment independent de la seu palentina, bé en aquest moment o bé ja havia estat declarada així anteriorment, tot i que Enrique Flórez creu, doncs no està documentat, que aquest procés devia ser difícil a causa de la lentitud en les diligències administratives i de les reticències de Palència al respecte. Assistent, doncs, com a bisbe legítim de Segòvia al concili de Toledo, Pere signa per davant de quinze bisbes que confirmen les actes, això vol dir que tenia una antiguitat considerable en el càrrec, i significaria que el seu mandat s'hauria iniciat durant el regnat de Leovigild, rei de fe arriana perseguidor dels bisbes catòlics, que, no obstant això, no sembla que arribés a instal·lar cap bisbe arrià al bisbat segovià.